# 飞机公寓

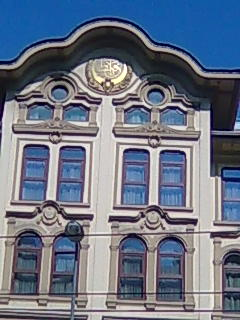
Facade detail

飞机公寓（土耳其語：Tayyare Apartmanları）是土耳其伊斯坦布尔老城的一座历史建筑群，包括4座建筑。

## 历史
建于1922年。原为安置火灾难民的公寓，后来改为酒店。现在是五星级的皇冠假日酒店。

## 图册

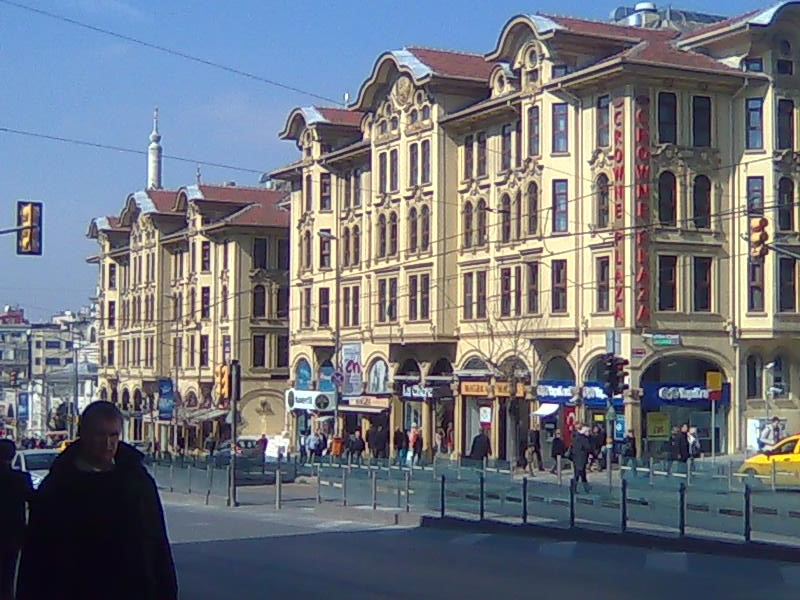
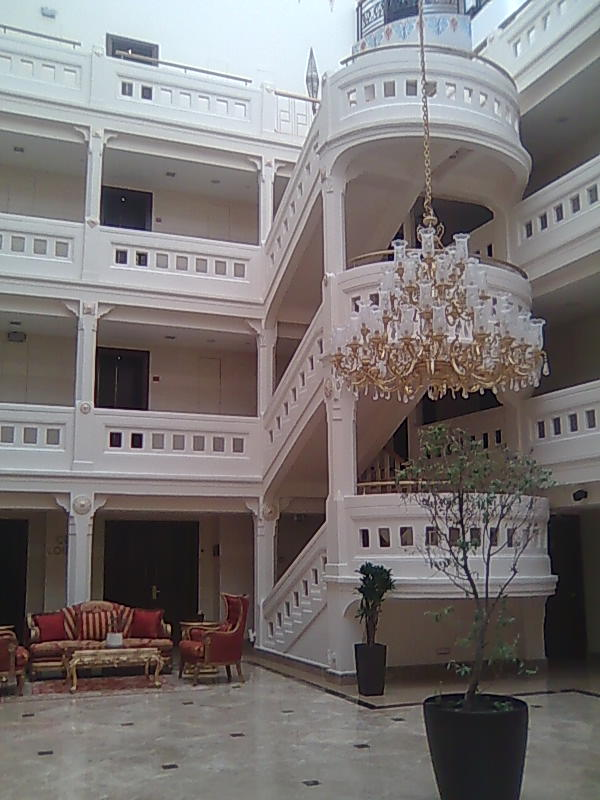
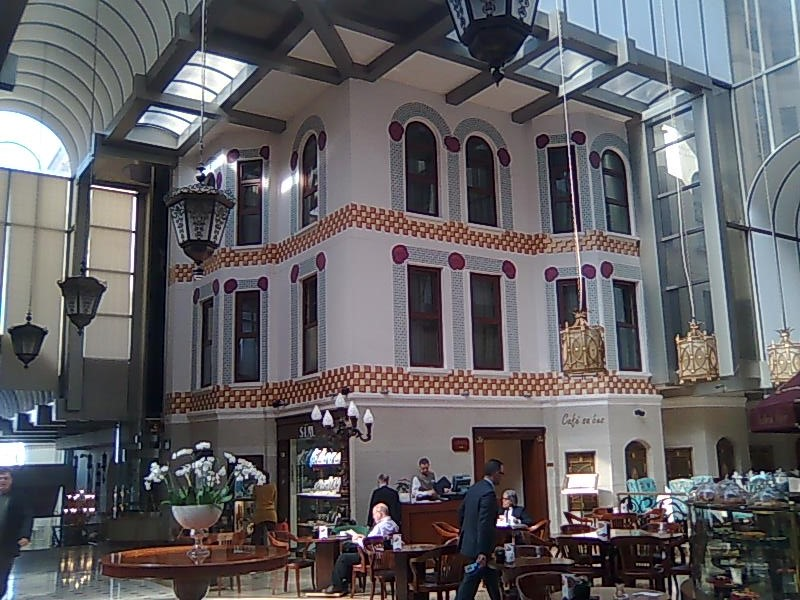

## 文献
- Türkoğlu, Sabahattin. . Istanbul: NET Şirketler Grubu. 1998: 64  [2013-02-25]. ISBN 978-9944453738. （原始内容存档于2016-03-04） （土耳其语）. （页面存档备份，存于）